# Юаньчэн
Юаньчэ́н (кит. упр. 源城, пиньинь Yuánchéng, буквально: «город у истоков») — район городского подчинения городского округа Хэюань провинции Гуандун (КНР).

## История
В эпоху Южных и северных династий, когда эти места находились в составе южной империи Ци, в 483 году был создан уезд Хэюань (河源县). Своё название, означающее «исток рек», он получил потому, что в этих местах начинаются целых три реки.
В 1950 году был образован Специальный район Дунцзян (东江专区), и уезд вошёл в его состав. В 1952 году Специальный район Дунцзян был расформирован, и был образован Административный район Юэдун (粤东行政区). В конце 1955 года было принято решение о расформировании Административного района Юэдун, и с 1956 года уезд перешёл в состав нового Специального района Хойян (惠阳专区). В 1959 году Специальный район Хойян был расформирован, и уезд перешёл в состав Специального района Шаогуань (韶关专区).
В 1963 году Специальный район Хойян был воссоздан. В 1970 году Специальный район Хуэйян был переименован в Округ Хойян (惠阳地区).
Постановлением Госсовета КНР от 1 января 1988 года был расформирован округ Хойян, и эти места перешли в состав нового городского округа Хэюань; уезд Хэюань  был при этом также расформирован, а вместо него были созданы район Юаньчэн и Пригородный район.

## Административное деление
Район делится на 4 уличных комитета и 2 посёлка.